# Liste von Persönlichkeiten der Stadt Posen
Diese Liste enthält Söhne und Töchter der Stadt Posen (Poznań) sowie weitere Persönlichkeiten, die in Posen gewirkt haben.

## Söhne und Töchter der Stadt
Die in der folgenden Tabelle enthaltenen Personen wurden in Posen (Poznań) geboren. Die Auflistung erfolgt chronologisch nach Geburtsjahr.
| Geboren | Name                              | Gestorben | Stellung oder Beruf |
| ------- | --------------------------------- | --------- | --- |
| 1257    | Przemysł II.                      | 1296      | Seniorherzog, König von Polen                                                                                                 |
| 1286/88 | Elisabeth Richza von Polen        | 1335      | Königin von Böhmen und Polen                                                                                                  |
| 1554    | Jan Brandt                        | 1602      | Theologe und Komponist |
| um 1670 | Meir Eisenstadt                   | 1744      | österreichischer Rabbiner und Autor                                                                                           |
| 1738    | Michael Rorer                     | nach 1792 | Stadtschreiber, Schwiegervater von E. T. A. Hoffmann                                                                          |
| 1773    | Jozef Sułkowski                   | 1798      | polnischer und französischer Militär und Adjutant Napoleons                                                                   |
| 1778    | Michalina Hoffmann                | 1859      | Ehefrau des Dichters E. T. A. Hoffmann                                                                                        |
| 1786    | Edward Raczyński                  | 1845      | polnischer Adliger, Gründer der Raczynski-Bibliothek                                                                          |
| 1788    | Atanazy Raczyński                 | 1874      | polnischer Adliger und preußischer Diplomat                                                                                   |
| 1794    | Gotthilf Berger                   | 1874      | deutscher Philanthrop |
| 1794    | Ferdinand von Goetze              | 1863      | preußischer Generalleutnant                                                                                                   |
| 1795    | Eduard Gerhard                    | 1867      | deutscher Archäologe |
| 1795    | Joanna Grudzińska                 | 1831      | polnische Adlige, Mätresse und die zweite Ehefrau des russischen Großfürsten Romanow                                          |
| 1797    | Friedrich von Dankbahr            | 1878      | preußischer General der Infanterie, Gouverneur von Königsberg                                                                 |
| 1797    | Tytus Działyński                  | 1861      | Offizier, Kunstmäzen und Politiker                                                                                            |
| 1797    | Paul Edmund de Strzelecki         | 1861      | polnischer Forscher und Entdeckungsreisender                                                                                  |
| 1798    | Heinrich Ferdinand Scherk         | 1885      | deutscher Mathematiker und Astronom                                                                                           |
| 1801    | Thaddäus Eduard Gumprecht         | 1856      | Kaufmann, Geograph, Geologe und Hochschullehrer                                                                               |
| 1803    | Julius Pilaski                    | 1883      | Politiker |
| 1805    | Fritz von Diederichs              | 1888      | Oberregierungsrat und Mitglied des deutschen Reichstags                                                                       |
| 1807    | Karl Albrecht                     | 1863      | deutsch-russischer Komponist                                                                                                  |
| 1807    | Karol Libelt                      | 1875      | polnischer Publizist, Wissenschaftler, Politiker und Revolutionär                                                             |
| 1809    | Friedrich Leopold Burchard        | 1869      | deutscher Augenarzt, Geburtshelfer und Kommunalpolitiker                                                                      |
| 1809    | Johann Friedrich Hohlfeld         | 1861      | deutscher Politiker, Redakteur und Verleger                                                                                   |
| 1810    | Ludwig Dessoir                    | 1874      | deutscher Schauspieler |
| 1811    | Johann Friedrich Krummnow         | 1880      | deutscher Siedler, Prediger und Missionar in Australien                                                                       |
| 1815    | Robert Remak                      | 1865      | deutscher Zoologe, Physiologe und Neurologe                                                                                   |
| 1821    | Otto von Diest                    | 1901      | deutscher Landrat, Politiker und Publizist                                                                                    |
| 1822    | Stanislaus von Chlapowski         | 1902      | preußischer Politiker, Mitglied des Preußischen Herrenhauses                                                                  |
| 1824    | Leon Wegner                       | 1873      | Politiker, Historiker, Mitglied des Reichstages                                                                               |
| 1826    | Stanislaus Motty                  | 1900      | Jurist, Politiker, Reichstagsabgeordneter                                                                                     |
| 1827    | Bernhard Baumeister               | 1917      | deutscher Schauspieler |
| 1830    | Paul von Zglinicki                | 1911      | preußischer General der Artillerie                                                                                            |
| 1832    | Emil Cohn                         | 1905      | deutscher Verleger |
| 1832    | Leopold Damrosch                  | 1885      | deutsch-US-amerikanischer Dirigent und Komponist                                                                              |
| 1832    | Wilhelm von Mutius                | 1918      | preußischer Generalleutnant                                                                                                   |
| 1834    | Heinrich Caro                     | 1910      | deutscher Chemiker |
| 1834    | Friedrich Goltz                   | 1902      | deutscher Physiologe |
| 1836    | Napoleon Xaver von Mankowski      | 1888      | Rittergutsbesitzer und Reichstagsabgeordneter                                                                                 |
| 1837    | Leo Koenigsberger                 | 1921      | deutscher Mathematiker |
| 1838    | Meyer Hamburger                   | 1903      | deutscher Mathematiker und Hochschullehrer                                                                                    |
| 1838    | Ludwig von Jazdzewski             | 1911      | römisch-katholischer Theologe und Politiker                                                                                   |
| 1841    | Hugo von Radolin                  | 1917      | preußischer Diplomat, Politiker, Mitglied des Preußischen Herrenhauses                                                        |
| 1842    | Johannes Gad                      | 1926      | deutscher Neurophysiologe und Autor                                                                                           |
| 1844    | Wilhelm Filehne                   | 1927      | deutscher Pharmakologe und Hochschullehrer                                                                                    |
| 1844    | Paul Fuß                          | 1915      | Oberbürgermeister der Stadt Kiel und Mitglied des Preußischen Herrenhauses                                                    |
| 1844    | Carl Pander                       | 1905      | deutscher Schauspieler, Regisseur und Dramatiker                                                                              |
| 1845    | Leopold Hentschel von Gilgenheimb | 1919      | deutscher General |
| 1847    | Paul von Hindenburg               | 1934      | deutscher Generalfeldmarschall und zweiter Reichspräsident der Weimarer Republik                                              |
| 1851    | Otto von Schwerin                 | 1939      | preußischer Generalleutnant, Kommandeur der 10. Kavallerie-Brigade                                                            |
| 1852    | Stephan Cegielski                 | 1921      | Politiker, Unternehmer |
| 1852    | Kazimierz Morawski                | 1925      | polnischer Philologe, Historiker und Übersetzer                                                                               |
| 1854    | Bernhard Below                    | 1931      | deutscher Architekt und Ingenieur                                                                                             |
| 1854    | Max Kretzer                       | 1941      | deutscher Schriftsteller |
| 1854    | Raphael Löwenfeld                 | 1910      | deutscher Theaterleiter und Slawist                                                                                           |
| 1854    | Samuel Löwenfeld                  | 1891      | deutscher Historiker |
| 1855    | Erich Brodmann                    | 1940      | Richter am Reichsgericht |
| 1855    | Hugo Kindler                      | vor 1941  | deutscher Architekt und Bauunternehmer                                                                                        |
| 1857    | Alfred Holzbock                   | 1927      | deutscher Journalist, Redakteur und Schriftsteller                                                                            |
| 1858    | Ernst Conrad                      | 1930      | Richter am Reichsgericht Leipzig                                                                                              |
| 1859    | Max Jaffé                         | 1909      | deutscher Chirurg |
| 1860    | Sidonie Werner                    | 1932      | deutsche Sozialpolitikerin |
| 1861    | Maximilian Gerhardt               | nach 1920 | deutscher Philologe und Politiker, Bürgermeister von Halberstadt                                                              |
| 1861    | Wolfgang Heine                    | 1944      | preußischer Justizminister |
| 1861    | Albert Schmidt von Georgenegg     | 1930      | österreich-ungarischer General der Infanterie                                                                                 |
| 1862    | Hermann von Gottschall            | 1933      | deutscher Schachspieler |
| 1863    | Georg Adler                       | 1908      | deutscher Staatswissenschaftler                                                                                               |
| 1864    | Stanislaus Fuchs                  | 1942      | deutscher Schauspieler und Intendant                                                                                          |
| 1864    | Lucian Scherman                   | 1946      | deutscher Indologe und Museumsdirektor                                                                                        |
| 1864    | Paul Sommer                       | 1945      | Pädagoge, Politiker (FVp), Mitglied des Deutschen Reichstags                                                                  |
| 1865    | Jean Paul Ertel                   | 1933      | deutscher Komponist |
| 1866    | Sigmund Aschenbach                | 1936      | deutscher Bühnen- und Stummfilmschauspieler                                                                                   |
| 1866    | Hermann Kube                      | 1944      | deutscher Gartenkünstler; übernahm 1898 die Direktion der städtischen Gartenverwaltung                                        |
| 1866    | Georg Kupke                       | 1950      | deutscher Historiker und Archivar                                                                                             |
| 1867    | Leopold Hirschberg                | 1929      | deutscher Arzt, Musikschriftsteller und Bibliophiler                                                                          |
| 1867    | Richard Kandt                     | 1918      | deutscher Arzt und Afrikaforscher                                                                                             |
| 1868    | Julius Moses                      | 1942      | deutscher Politiker (USPD, SPD), Mitglied des Reichstags und Arzt                                                             |
| 1869    | Paul Grabein                      | 1945      | deutscher Journalist, Schriftsteller und Beamter                                                                              |
| 1870    | Martin Brandenburg                | 1919      | deutscher Maler, Zeichner und Graphiker des Impressionismus und des Symbolismus                                               |
| 1870    | Berthold Heymann                  | 1939      | deutscher Politiker (SPD) |
| 1871    | Friedrich Pincus                  | 1943      | deutscher Augenarzt |
| 1872    | Betty Katz                        | 1944      | deutsche Leiterin des Jüdischen Blindenheims in Berlin-Steglitz, Holocaust-Opfer                                              |
| 1872    | Otto Walter                       | 1925      | deutscher Jurist und Schriftsteller                                                                                           |
| 1873    | Alfons Fischer                    | 1936      | deutscher Mediziner, Sozialhygieniker und Gesundheitspolitiker                                                                |
| 1873    | Theodor Sznurkowski               | 1951      | deutscher Politiker |
| 1874    | Felix Krueger                     | 1948      | Psychologe und Philosoph, Professor an der Universität Leipzig                                                                |
| 1875    | Hans Mittwoch                     | 1924      | deutscher Buchdrucker und Politiker                                                                                           |
| 1875    | Manass Neumark                    | 1942      | deutscher Rabbiner |
| 1876    | Elisabeth Wolff-Zimmermann        | 1952      | deutsche Malerin |
| 1877    | Paul Saladin Leonhardt            | 1934      | deutscher Schachspieler |
| 1879    | Gustav Oelsner                    | 1956      | deutscher Architekt und Stadtplaner                                                                                           |
| 1879    | Marian Seyda                      | 1967      | polnischer Journalist und Politiker, Außenminister                                                                            |
| 1880    | Adam Ballenstedt                  | 1942      | deutscher Architekt |
| 1880    | Fritz Homeyer                     | 1973      | deutscher Germanist und Antiquar                                                                                              |
| 1880    | Alfred Kantorowicz                | 1962      | deutscher Zahnarzt und Kieferorthopäde, Hochschullehrer                                                                       |
| 1880    | Clemens Schmalstich               | 1960      | Komponist und Dirigent |
| 1881    | Julian Ballenstedt                | 1958      | deutscher Architekt und Filmarchitekt                                                                                         |
| 1881    | Heinrich Mendelssohn              | 1959      | deutscher Bauunternehmer |
| 1882    | Günther von Kluge                 | 1944      | deutscher Heeresoffizier und Generalfeldmarschall im Dritten Reich                                                            |
| 1882    | Joseph Kromolicki                 | 1961      | deutscher Komponist |
| 1883    | Richard Marcus                    | 1933      | deutscher Verwaltungsbeamter und Kreishauptmann                                                                               |
| 1885    | Kurt Witte                        | 1950      | deutscher Klassischer Philologe                                                                                               |
| 1886    | Lothar von Arnauld de la Perière  | 1941      | deutscher Marineoffizier und Vizeadmiral im Zweiten Weltkrieg                                                                 |
| 1887    | Hildegard Margis                  | 1944      | deutsche Frauenrechtlerin, Autorin und Widerstandskämpferin gegen den Nationalsozialismus                                     |
| 1887    | Max Nehrling                      | 1957      | deutscher Maler und Grafiker                                                                                                  |
| 1888    | Wolf von Igel                     | 1970      | deutscher Offizier, Militärattaché und Bankmanager                                                                            |
| 1888    | Walther Mitzka                    | 1976      | deutscher Sprachwissenschaftler                                                                                               |
| 1888    | Willy Mücke                       | 1968      | deutscher Mediziner, Admiralarzt                                                                                              |
| 1888    | Hanns Specht                      | 1985      | deutscher Jurist, Landrat des Kreises Neustadt am Rübenberge                                                                  |
| 1889    | Franz Hoffmann                    | 1971      | deutscher Verwaltungsjurist                                                                                                   |
| 1890    | Georg Wüst                        | 1977      | deutscher Ozeanograf |
| 1891    | Jane Beß                          | 1944      | deutsche Drehbuchautorin und Filmproduzentin                                                                                  |
| 1891    | Herbert Bührke                    | 1954      | deutscher Jurist, Präsident des Landeskirchenamtes Kiel                                                                       |
| 1891    | Wilhelm von Massow                | 1949      | deutscher Archäologe |
| 1892    | Walther Kühn                      | 1962      | deutscher Politiker (FDP) |
| 1892    | Ludwig Levy-Lenz                  | 1966      | deutscher Arzt und Sexualreformer                                                                                             |
| 1892    | Egon von Petersdorff              | 1963      | deutscher Theologe und Schriftsteller                                                                                         |
| 1892    | Harry Rosenthal                   | 1966      | deutscher Architekt |
| 1893    | Artur Wypochowicz                 | 1972      | deutscher Antifaschist und Kommunalpolitiker                                                                                  |
| 1894    | Arkady Fiedler                    | 1985      | polnischer Biologe, Journalist und Schriftsteller                                                                             |
| 1894    | Fritz Smoschewer                  | 1944      | deutscher Jurist |
| 1895    | Kurt Bode                         | 1979      | deutscher Jurist, Richter |
| 1895    | Ernst Kantorowicz                 | 1963      | deutscher Historiker, Professor an der Uni Frankfurt, Berkeley und Princeton                                                  |
| 1895    | Martin Kremmer                    | 1945      | deutscher Architekt |
| 1895    | Arthur Lisowsky                   | 1952      | deutscher Wirtschaftswissenschaftler, Professor der Handelshochschule St. Gallen                                              |
| 1896    | Herbert-Ernst Vahl                | 1944      | deutscher Offizier, SS-Brigadeführer und Generalmajor der Waffen-SS                                                           |
| 1897    | Wolfgang Pickert                  | 1984      | deutscher Offizier, zuletzt General der Flakartillerie der deutschen Luftwaffe                                                |
| 1898    | Martin Berger                     | 1978      | Kapitän und Nautiklehrer |
| 1898    | Martin David                      | 1986      | deutsch-niederländischer Rechtshistoriker des Orients und Papyrologe                                                          |
| 1899    | Wolfgang Sachs                    | 1974      | deutscher Manager und Versicherungsmathematiker                                                                               |
| 1899    | Józef Stogowski                   | 1940      | polnischer Eishockeytorwart                                                                                                   |
| 1900    | Marian Einbacher                  | 1943      | polnischer Fußballspieler |
| 1900    | Erich Katz                        | 1973      | Musikwissenschaftler, Organist und Komponist; in die USA emigriert                                                            |
| 1900    | Udo Krüger                        | 1951      | deutscher Jurist und preußischer Landrat                                                                                      |
| 1900    | Bolesław Leitgeber                | 1993      | polnischer Diplomat, Maler und Schriftsteller                                                                                 |
| 1900    | Kurt Peschel                      | 1993      | deutscher Parlamentsstenograph                                                                                                |
| 1901    | Arthur Liebehenschel              | 1948      | deutscher Nationalsozialist, SS-Offizier und Lagerkommandant                                                                  |
| 1901    | Hans Rehberg                      | 1963      | deutscher Schriftsteller und Dramatiker                                                                                       |
| 1901    | Marian Spoida                     | 1940      | polnischer Fußballspieler und -trainer                                                                                        |
| 1901    | Walter Wagner                     | 1991      | deutscher Jurist, Bundesanwalt am Bundesgerichtshof                                                                           |
| 1902    | Gerhard Lemmel                    | 1987      | Internist und Hochschullehrer                                                                                                 |
| 1902    | Karl Schultz                      | nach 1945 | deutscher Politiker (NSDAP)                                                                                                   |
| 1903    | Marianne Hallbauer-Lichtwald      | 1991      | Malerin und Grafikerin |
| 1903    | Leo Hirsch                        | 1943      | deutscher Journalist und Schriftsteller                                                                                       |
| 1903    | Erich Sternberg                   | 1980      | deutsch-russischer Psychiater                                                                                                 |
| 1904    | Ingeborg Engelhardt               | 1990      | deutsche Schriftstellerin |
| 1904    | Viktor von Loßberg                | 1983      | deutscher Oberst der Luftwaffe                                                                                                |
| 1904    | Konrad von Oppen                  | 1987      | deutscher Politiker (CDU) |
| 1904    | Zygmunt A. Piotrowski             | 1985      | polnisch-amerikanischer Psychologe                                                                                            |
| 1904    | Hans Reschke                      | 1995      | deutscher Politiker (NSDAP, parteilos), Oberbürgermeister von Mannheim                                                        |
| 1904    | Georg Schulze-Büttger             | 1944      | deutscher Offizier und Widerstandskämpfer des 20. Juli 1944                                                                   |
| 1905    | Jean Gebser                       | 1973      | deutscher Philosoph, Bewusstseinsforscher, Autor und Übersetzer                                                               |
| 1905    | Günther Hoffmann-Schoenborn       | 1970      | deutscher Offizier, Generalmajor                                                                                              |
| 1905    | Robert Kuhn                       | 1999      | Bildhauer, Maler und Graphiker                                                                                                |
| 1905    | Kurt Lade                         | 1973      | deutscher Maler und Grafiker                                                                                                  |
| 1905    | Karl-Friedrich Merten             | 1993      | deutscher Offizier, U-Boot-Kommandant                                                                                         |
| 1905    | Heinz Schmid-Lossberg             | nach 1977 | deutscher Geschäftsmann und Wirtschaftsführer                                                                                 |
| 1906    | Friedrich Karl Kaul               | 1981      | deutscher Jurist, Hochschullehrer und Schriftsteller der DDR                                                                  |
| 1907    | Otfried Müller                    | 1986      | römisch-katholischer Theologe und Hochschullehrer                                                                             |
| 1907    | Theodore Roszak                   | 1981      | US-amerikanischer Bildhauer                                                                                                   |
| 1908    | Zygmunt Heljasz                   | 1963      | polnischer Kugelstoßer und Diskuswerfer                                                                                       |
| 1908    | Otto-Henning Nebe                 | 1941      | deutscher evangelischer Theologe                                                                                              |
| 1908    | Herbert Sandberg                  | 1991      | deutscher Grafiker und Karikaturist, Mitglied der Akademie der Künste der DDR                                                 |
| 1908    | Hanni Ullmann                     | 2002      | deutsch-israelische Pädagogin                                                                                                 |
| 1909    | Heinz Brandt                      | 1986      | kommunistischer Widerstandskämpfer, SED-Funktionär, Opfer der DDR-Justiz, Gründungsmitglied der Grünen                        |
| 1909    | Hans Krüger                       | 1988      | Landwirtschaftsinspektor, SS-Hauptsturmführer                                                                                 |
| 1909    | Ruth Michaelis                    | 1989      | deutsche Altistin und Musikprofessorin                                                                                        |
| 1909    | Theodor von Mutius                | 1977      | deutscher Marineoffizier |
| 1909    | Hans-Jürgen Nierentz              | 1995      | deutscher Schriftsteller und Fernsehintendant in der Zeit des Nationalsozialismus                                             |
| 1910    | Thyra Hamann-Hartmann             | 2005      | deutsche Textilkünstlerin, Kunstpädagogin und Bildwirkerin                                                                    |
| 1910    | Jan Kluj                          | 1975      | polnischer Radsportler |
| 1910    | Arno Mohr                         | 2001      | deutscher Grafiker und Maler                                                                                                  |
| 1910    | Margarete Wittkowski              | 1974      | deutsche Politikerin (SED) und Wirtschaftswissenschaftlerin                                                                   |
| 1911    | Wanda Błeńska                     | 2014      | polnische Missionarin und Ärztin für Leprakranke in Uganda                                                                    |
| 1911    | Konrad Zweigert                   | 1996      | deutscher Rechtswissenschaftler, Richter des Bundesverfassungsgerichts                                                        |
| 1912    | Martin Hesekiel                   | 2003      | deutscher evangelischer Pfarrer und Kirchenlieddichter                                                                        |
| 1913    | Götz von Houwald                  | 2001      | deutscher Diplomat, Ethnologe und Historiker                                                                                  |
| 1913    | Edith Langner                     | 1986      | deutsche Politikerin, Mitglied des Landtags von Nordrhein-Westfalen                                                           |
| 1913    | Carl-Heinz Lüders                 | 2006      | deutscher Diplomat, Botschafter der Bundesrepublik Deutschland                                                                |
| 1913    | Gottfried Sello                   | 1994      | deutscher Kunsthistoriker und -kritiker                                                                                       |
| 1914    | Friedrich Entress                 | 1947      | deutscher SS-Mediziner in verschiedenen Konzentrationslagern und Vernichtungslagern                                           |
| 1914    | Roman Jankowiak                   | 1983      | polnischer Dirigent und Musikpädagoge                                                                                         |
| 1914    | Lilli Palmer                      | 1986      | deutsche Schauspielerin und Autorin                                                                                           |
| 1915    | Herwig Collmann                   | 2005      | Flottillenadmiral der Bundesmarine                                                                                            |
| 1915    | Henner Henkel                     | 1943      | deutscher Tennisspieler |
| 1915    | Alfons Weber                      | 1994      | deutscher Mediziner |
| 1918    | Horst Pilarzik                    | 1965      | deutscher SS-Offizier, Kommandant des KZ Plaszow                                                                              |
| 1919    | Edward Kaźmierski                 | 1942      | polnischer Widerstandskämpfer, Märtyrer                                                                                       |
| 1919    | Henryk Tomaszewski                | 2001      | polnischer Pantomime, Tänzer und Schauspieler                                                                                 |
| 1921    | Hella Hirsch                      | 1943      | deutsche Arbeiterin und Widerstandskämpferin gegen den Nationalsozialismus                                                    |
| 1922    | Andrzej Koszewski                 | 2015      | Komponist, Musikwissenschaftler und -pädagoge                                                                                 |
| 1923    | Jan Jakob Kamieński               | 2010      | polnischer Angehöriger der Untergrundbewegung Armija Krajowa und späterer kanadischer Karikaturist, Maler, Grafiker und Autor |
| 1924    | Łucja Burzyńska                   | 2017      | polnische Theater- und Filmschauspielerin                                                                                     |
| 1925    | Zygmunt Bauman                    | 2017      | britisch-polnischer Soziologe und Philosoph                                                                                   |
| 1925    | Hartmut von Hentig                |           | deutscher Erziehungswissenschaftler, Pädagoge und Autor                                                                       |
| 1925    | Leon Piesowocki                   | 2024      | polnischer Maler und Grafiker                                                                                                 |
| 1925    | Zdzisław Tranda                   | 2025      | polnischer evangelisch-reformierter Theologe und Bischof der Reformierten Kirche in Polen                                     |
| 1926    | Conrad Drzewiecki                 | 2007      | polnischer Balletttänzer und Choreograph                                                                                      |
| 1926    | George Modelski                   | 2014      | polnisch-amerikanischer Politikwissenschaftler                                                                                |
| 1927    | Jerzy Dobrzycki                   |           | polnischer Astronom und Entdecker eines Asteroiden                                                                            |
| 1927    | Marian Wojciechowski              | 2006      | polnischer Historiker |
| 1927    | Julian Wojtkowski                 |           | römisch-katholischer Theologe und polnischer Weihbischof im Ermland                                                           |
| 1928    | Jan Lenica                        | 2001      | polnischer Grafiker und Briefmarkenkünstler                                                                                   |
| 1928    | Lech Ordon                        | 2017      | polnischer Schauspieler |
| 1928    | Jerzy Topolski                    | 1998      | polnischer Historiker |
| 1928    | Witold Zegalski                   | 1974      | polnischer Schriftsteller |
| 1930    | Walther Burchard                  | 2024      | deutscher Physiker, Chemiker sowie Universitätsprofessor                                                                      |
| 1930    | Włodzimierz Odojewski             | 2016      | polnischer Schriftsteller |
| 1930    | Halszka Osmólska                  | 2008      | polnische Paläontologin |
| 1930    | Wanda Warska                      | 2019      | polnische Jazz- und Chansonsängerin                                                                                           |
| 1931    | Roman Andrzejewski                | 2012      | polnischer Ökonom und Politiker                                                                                               |
| 1931    | Zbigniew Doda                     | 2013      | polnischer Schachspieler |
| 1931    | Krzysztof Komeda                  | 1969      | polnischer Jazzmusiker und Komponist                                                                                          |
| 1931    | Zofia Ostrowska-Kębłowska         | 2010      | polnische Kunsthistorikerin und Hochschullehrerin                                                                             |
| 1932    | Ernst Guenter Erich Kaschik       | 2000      | namibischer Ökonom und Bürgermeister von Windhoek                                                                             |
| 1932    | Ernst Koerner von Gustorf         | 1975      | deutscher Chemiker und Hochschullehrer                                                                                        |
| 1932    | Maria Paradowska                  | 2011      | polnische Historikerin, Ethnografin und Professorin der Polnischen Akademie der Wissenschaften                                |
| 1933    | Andrzej Hulanicki                 | 2008      | polnischer Mathematiker |
| 1933    | Janusz Jarzembowski               | 1961      | polnischer Sprinter |
| 1933    | Harald Rost                       |           | deutscher Wirtschaftsfunktionär und Politiker (SED)                                                                           |
| 1934    | Helena Łazarska                   | 2022      | polnische Opernsängerin und Gesangspädagogin                                                                                  |
| 1935    | Jerzy Milian                      | 2018      | polnischer Jazzmusiker und Komponist                                                                                          |
| 1935    | Juliusz Paetz                     | 2019      | polnischer Geistlicher, Erzbischof von Posen                                                                                  |
| 1935    | Reinhard D. Schulz                | 2018      | deutscher Kinderradiologe, Pionier der pädiatrischen Ultraschalldiagnostik                                                    |
| 1936    | Klaus Mlynek                      |           | deutscher wissenschaftlicher Archivar und Historiker                                                                          |
| 1936    | Barbara Sobotta                   | 2000      | polnische Sprinterin |
| 1936    | Roman Wilhelmi                    | 1991      | polnischer Schauspieler |
| 1937    | Jarosława Bieda                   |           | polnische Hochspringerin |
| 1937    | Dieter Kock                       | 2018      | deutscher Mammaloge |
| 1937    | Bogdan Snela                      | 2021      | katholischer Theologe, Zen-Lehrer und Lektor für Religion und Spiritualität                                                   |
| 1938    | Christfried Berger                | 2003      | deutscher evangelischer Theologe                                                                                              |
| 1938    | Uwe Bilstein                      | 2017      | deutscher Autor, Manager und Träger des Bundesverdienstkreuzes am Bande                                                       |
| 1938    | Janusz Głowacki                   | 2017      | polnischer Schriftsteller und Dramatiker                                                                                      |
| 1938    | Hanna Stankówna                   | 2020      | polnische Schauspielerin |
| 1939    | Andrzej Dłużniewski               | 2012      | polnischer Künstler |
| 1939    | Piotr Kołodziejczyk               | 2019      | polnischer Admiral und Politiker                                                                                              |
| 1939    | Marcin Libicki                    |           | polnischer Kunsthistoriker und Politiker                                                                                      |
| 1939    | Józef Robakowski                  |           | polnischer Experimentalfilmer und Fotograf                                                                                    |
| 1939    | Witold Woyda                      | 2008      | polnischer Florettfechter und Olympiasieger                                                                                   |
| 1940    | Horst Alsleben                    | 2023      | deutscher Bauingenieur in der Denkmalpflege                                                                                   |
| 1940    | Gudula Blau                       |           | deutsche Schauspielerin, Autorin, Sängerin und Politikerin                                                                    |
| 1940    | Brigitte Burmeister               |           | deutsche Literaturwissenschaftlerin und Schriftstellerin                                                                      |
| 1940    | Emilia Krakowska                  |           | polnische Schauspielerin |
| 1940    | Rafał Piszcz                      | 2012      | polnischer Kanute |
| 1940    | Max Stich                         |           | deutscher Politiker (CDU) |
| 1941    | Hartmut Behrsing                  |           | deutscher Musiker und Komponist                                                                                               |
| 1941    | Barbara Degen                     |           | Juristin, Frauenrechtsaktivistin, Feministin und Autorin                                                                      |
| 1941    | Manfred Dimde                     | 2022      | deutscher Publizist und Nostradamusforscher                                                                                   |
| 1941    | Peter Erdmann                     |           | deutscher Linguist |
| 1941    | Katherina Holzheuer               |           | deutsche Bibliothekarin |
| 1941    | Martin Kannegiesser               |           | deutscher Verbandsfunktionär und Unternehmer                                                                                  |
| 1941    | Günther Koch                      |           | deutscher Hörfunkreporter |
| 1941    | Irmgard Lange                     | 2014      | deutsche Schauspielerin und Regisseurin                                                                                       |
| 1941    | Dirck Leimert                     |           | Richter am Bundesgerichtshof                                                                                                  |
| 1941    | Jürgen Libbert                    |           | Gitarrist und Musikpädagoge                                                                                                   |
| 1941    | Dietram Müller                    |           | Altphilologe und Hochschullehrer                                                                                              |
| 1941    | Wilhelm Opitz von Boberfeld       | 2015      | Agrarwissenschaftler und Hochschullehrer                                                                                      |
| 1941    | Winfried Schoeller                |           | deutscher Politiker (SPD) |
| 1941    | Harry Schröder                    |           | Professor für Klinische Psychologie und Gesundheitspsychologie                                                                |
| 1941    | Peter Urbach                      | 2011      | Aktivist der linken Szene, V-Mann des Verfassungsschutzes und Agent Provocateur                                               |
| 1942    | Dörte Berner                      |           | deutsch-namibische Bildhauerin und Grafikerin                                                                                 |
| 1942    | Siegfried Bernhöft                | 2025      | deutscher Opern- und Oratoriensänger, Gesangs- und Musikpädagoge sowie Chorleiter                                             |
| 1942    | Michael Bette                     | 2022      | deutscher Maler und Zeichner                                                                                                  |
| 1942    | Wolfram Bickerich                 | 2024      | deutscher Journalist und Autor                                                                                                |
| 1942    | Stephan Bitter                    |           | deutscher evangelischer Kirchenhistoriker                                                                                     |
| 1942    | Thorsten Greiner                  |           | deutscher Romanist |
| 1942    | Udo Kamm                          | 2022      | deutscher Politiker (CDU der DDR, CDU)                                                                                        |
| 1942    | Patrik von zur Mühlen             | 2023      | deutscher Politikwissenschaftler und Historiker                                                                               |
| 1942    | Rolf Rilinger                     | 2003      | Historiker |
| 1942    | Peter Schmidt                     |           | deutscher Sozialwissenschaftler und Hochschullehrer                                                                           |
| 1942    | Uta Titze-Stecher                 | 2024      | deutsche Politikerin (SPD) |
| 1943    | Monika Bauert                     |           | deutsche Bühnenbildnerin, Filmarchitektin und Kostümbildnerin                                                                 |
| 1943    | Kay Borowsky                      |           | Lyriker, Übersetzer russischer und französischer Weltliteratur                                                                |
| 1943    | Jerry Clausing                    |           | US-amerikanischer Germanist                                                                                                   |
| 1943    | Kurt Demmler                      | 2009      | deutscher Liedermacher und Texter vieler DDR-Rockbands                                                                        |
| 1943    | Gero Dolezalek                    |           | deutscher Rechtswissenschaftler                                                                                               |
| 1943    | Petra Fahrnländer                 |           | deutsche Schauspielerin bei Bühne und Fernsehen                                                                               |
| 1943    | Hans-Hermann Francke              | 2022      | deutscher Wirtschaftswissenschaftler und Hochschullehrer                                                                      |
| 1943    | Klaus Franken                     |           | deutscher Bibliothekar |
| 1943    | Burkhard Glaetzner                |           | deutscher Oboist und Dirigent                                                                                                 |
| 1943    | Dietrich Kerlen                   | 2004      | deutscher Buchwissenschaftler                                                                                                 |
| 1943    | Horst Knechtel                    | 2022      | deutscher Kommunalpolitiker (SPD), Bürgermeister und Schulleiter                                                              |
| 1943    | Paul Georg Lankisch               |           | deutscher Gastroenterologe |
| 1943    | Reinhard Pabst                    |           | deutscher Anatom |
| 1943    | Michael Plathow                   |           | deutscher evangelischer Theologe                                                                                              |
| 1943    | Helmut Ricke                      |           | deutscher Kunsthistoriker, Kurator, Fachautor und Gutachter                                                                   |
| 1943    | Dorothee Roer                     | 2022      | deutsche Kulturwissenschaftlerin                                                                                              |
| 1943    | Ewald Rumpf                       |           | deutscher Psychologe, Hochschullehrer und Bildhauer                                                                           |
| 1943    | Burkhard Scharf                   |           | deutscher Biologe |
| 1943    | Włodzimierz Schmidt               | 2023      | polnischer Schachmeister |
| 1943    | Karin Schreiner                   |           | deutsche Übersetzerin |
| 1943    | Heinz-Joachim Simon               | 2020      | deutscher Schriftsteller und Fachbuchautor                                                                                    |
| 1943    | Wojciech Szymańczyk               | 1996      | polnischer Bogenschütze |
| 1943    | Dieter Witting                    | 2023      | deutsch-österreichischer Schauspieler                                                                                         |
| 1943    | Thomas Woitkewitsch               |           | deutscher Drehbuchautor für Fernsehshows, Fernsehredakteur, Liedtexter und Übersetzer                                         |
| 1944    | Eduard Berger                     |           | evangelischer Theologe und Bischof der Pommerschen Evangelischen Kirche                                                       |
| 1944    | Ulrike Blome                      | 2021      | deutsche Schauspielerin |
| 1944    | Rolf Borzik                       | 1980      | deutscher Kostüm- und Bühnenbildner                                                                                           |
| 1944    | Wilfried Gerke                    |           | deutscher Autor |
| 1944    | Horst Hoheisel                    |           | deutscher Bildender Künstler                                                                                                  |
| 1944    | Jörn Klockow                      |           | deutscher Bibliothekar |
| 1944    | Herfried Mencke                   | 2022      | deutscher Komponist, Organist und Kantor                                                                                      |
| 1944    | Hagen Müller                      |           | deutscher Politiker (SPD) |
| 1944    | Aleksander Radler                 |           | österreichisch-schwedischer lutherischer Theologe und IM des MfS                                                              |
| 1944    | Ingrid M. Schmeck                 |           | deutsche Zeichnerin und Grafikerin                                                                                            |
| 1944    | Helmut Swiczinsky                 | 2025      | österreichischer Architekt |
| 1945    | Marian Kegel                      | 1972      | polnischer Radrennfahrer und nationaler Meister im Radsport                                                                   |
| 1945    | Małgorzata Musierowicz            |           | polnische Schriftstellerin, Jugendbuchautorin und Illustratorin                                                               |
| 1945    | Hubertus Schmoldt                 |           | deutscher Politiker (SPD) und Vorsitzender der Gewerkschaft IG Bergbau, Chemie, Energie                                       |
| 1946    | Stanisław Barańczak               | 2014      | Dichter, Übersetzer und Literaturwissenschaftler                                                                              |
| 1946    | Zenon Czechowski                  | 2016      | Radrennfahrer |
| 1946    | Hanna Ereńska-Barlo               |           | Schachspielerin |
| 1946    | Maria Krysztofiak-Kaszyńska       |           | Übersetzungswissenschaftlerin und Übersetzerin                                                                                |
| 1946    | Lech Raczak                       | 2020      | Schauspieler, Regisseur und Theaterwissenschaftler                                                                            |
| 1946    | Barbara Zakrzewska                | 2023      | Komponistin |
| 1947    | Filip Bajon                       |           | Filmregisseur, Drehbuchautor und Schriftsteller                                                                               |
| 1947    | Romuald Kujawski                  |           | Geistlicher, Bischof von Porto Nacional in Brasilien                                                                          |
| 1947    | Wojciech Müller                   | 2018      | Maler, Graphiker und Bildhauer                                                                                                |
| 1948    | Iwo Byczewski                     |           | Jurist, Politiker und Diplomat                                                                                                |
| 1948    | Zbigniew Górny                    |           | Komponist und Dirigent |
| 1948    | Izabella Gustowska                |           | Multimediakünstlerin |
| 1948    | Paweł Jarzębski                   |           | Jazzmusiker |
| 1949    | Andrzej Byrt                      |           | Diplomat |
| 1949    | Marek Jędraszewski                |           | Geistlicher, Erzbischof von Krakau                                                                                            |
| 1949    | Henryk Rozmiarek                  | 2021      | Handballtorwart |
| 1949    | Ewa Wycichowska                   |           | Balletttänzerin und Choreographin                                                                                             |
| 1950    | Anna Jantar                       | 1980      | Schlagersängerin |
| 1950    | Piotr Kowalczak                   |           | Hydrologe und Hochschullehrer                                                                                                 |
| 1950    | Grażyna Kulczyk                   |           | Unternehmerin und Kunstmäzenin                                                                                                |
| 1950    | Michał Stuligrosz                 |           | Politiker |
| 1951    | Maria Elikowska-Winkler           |           | sorbische Lehrerin und Journalistin                                                                                           |
| 1951    | Bożena Szydłowska                 |           | Politikerin |
| 1951    | Maciej Zaremba                    |           | polnisch-schwedischer Journalist und Autor                                                                                    |
| 1952    | Jan Krzysztof Adamkiewicz         |           | Lyriker und Literaturkritiker                                                                                                 |
| 1952    | Wojciech Fibak                    |           | Tennisspieler |
| 1952    | Mariusz Kruk                      |           | Maler und Installationskünstler                                                                                               |
| 1952    | Tomasz Polak                      |           | Theologe und Hochschullehrer                                                                                                  |
| 1953    | Grzegorz Błaszczyk                |           | Historiker |
| 1953    | Piotr Sonnewend                   |           | Zeichner, Grafiker und Bühnenbildner                                                                                          |
| 1953    | Lidia Zielińska                   |           | Komponistin |
| 1954    | Michał Boni                       |           | Politiker, MdEP |
| 1955    | Piotr Bikont                      | 2017      | Regisseur, Schauspieler, Journalist und Theaterleiter                                                                         |
| 1955    | Danuta Gwizdalanka                |           | Musikwissenschaftlerin |
| 1955    | Andrzej Maleszka                  |           | Drehbuchautor, Regisseur, Kinderbuchautor                                                                                     |
| 1955    | Renata Pawlik                     |           | Schneidermeisterin für Designermode                                                                                           |
| 1955    | Tommy Wiseau                      |           | Schauspieler, Drehbuchautor und Regisseur                                                                                     |
| 1956    | Piotr Hofmański                   |           | Jurist, Hochschullehrer und Richter                                                                                           |
| 1957    | Hanna Banaszak                    |           | Jazz- und Chansonsängerin und Lyrikerin                                                                                       |
| 1958    | Marek Łbik                        |           | Kanute und Olympiateilnehmer                                                                                                  |
| 1958    | Włodzimierz Nowak                 |           | Reporter, Journalist und Autor                                                                                                |
| 1958    | Maria Wojtczak                    |           | Germanistin und Professorin in Posen                                                                                          |
| 1959    | Tomasz Jaeschke                   |           | Theologe, Autor und Tierschutzaktivist                                                                                        |
| 1959    | Joanna Kozłowska                  |           | Opernsängerin und Gesangslehrerin                                                                                             |
| 1959    | Tadeusz Krawczyk                  |           | Radrennfahrer, Gesamtsieger der Polen-Rundfahrt                                                                               |
| 1959    | Maciej Żukowski                   |           | Wirtschaftswissenschaftler, Rektor der Posener Wirtschaftsuniversität                                                         |
| 1960    | Natasza Goerke                    |           | Schriftstellerin |
| 1961    | Ryszard Ostrowski                 |           | Leichtathlet |
| 1961    | Lech Piasecki                     |           | Radrennfahrer |
| 1962    | Przemysław Czapliński             |           | Literaturhistoriker, Literaturkritiker und Essayist                                                                           |
| 1962    | Ewa Wanat                         | 2023      | Journalistin |
| 1963    | Tomasz Łuczak                     |           | Mathematiker |
| 1963    | Dariusz Matelski                  |           | Historiker |
| 1963    | Tomasz Zagórski                   | 2021      | Opernsänger |
| 1964    | Elżbieta Adamiak                  |           | römisch-katholische Theologin                                                                                                 |
| 1964    | Dorota Danielewicz                |           | polnisch-deutsche Schriftstellerin, Journalistin und Kulturmanagerin                                                          |
| 1964    | Jacek Jaśkowiak                   |           | Politiker und Stadtpräsident von Posen                                                                                        |
| 1964    | Piotr Kępiński                    |           | Dichter, Literaturkritiker und Essayist                                                                                       |
| 1964    | Tomasz Latos                      |           | Politiker |
| 1965    | Tomasz Kaluzny                    |           | Opernsänger |
| 1966    | Filip Kaczmarek                   |           | Politiker |
| 1966    | Piotr Naskrecki                   |           | polnisch-amerikanischer Entomologe, Naturfotograf, Autor und Naturschützer                                                    |
| 1967    | Jacek Huchwajda                   |           | polnisch-deutscher Säbelfechter und Fechttrainer                                                                              |
| 1968    | Waldemar Kryger                   |           | Fußballspieler |
| 1969    | Jacek Dembiński                   |           | Fußballspieler |
| 1969    | Małgorzata Sobańska               |           | Langstreckenläuferin |
| 1970    | Tomasz Grysa                      |           | römisch-katholischer Erzbischof und Diplomat des Heiligen Stuhls                                                              |
| 1971    | Agnieszka Jurek                   | 2024      | polnisch-deutsche Filmemacherin                                                                                               |
| 1971    | Jan Filip Libicki                 |           | Politiker |
| 1971    | Joanna Lisiak                     |           | Schweizer Schriftstellerin und Lyrikerin                                                                                      |
| 1971    | Radosław Rydlewski                |           | Tenor |
| 1971    | Rafał Szukała                     |           | Schwimmer |
| 1972    | Katarzyna Bujakiewicz             |           | Schauspielerin |
| 1972    | Piotr Reiss                       |           | Fußballspieler |
| 1972    | Paweł Wojtala                     |           | Fußballspieler |
| 1973    | Tomasz Górski                     |           | Unternehmer und Politiker |
| 1973    | Maciej Janiak                     |           | Fußballspieler |
| 1973    | Tomasz Radziński                  |           | kanadischer Fußballspieler |
| 1973    | Krzysztof Ratajczyk               |           | Fußballspieler |
| 1973    | Tomasz Zawierucha                 |           | Gitarrist |
| 1974    | Bernard Bocian                    |           | Radrennfahrer und nationaler Meister im Radsport                                                                              |
| 1975    | Maciej Banaszak                   |           | Politiker der Ruch Palikota                                                                                                   |
| 1975    | Bartosz Bosacki                   |           | Fußballspieler |
| 1975    | Joanna Jesse                      |           | polnisch-deutsche Künstlerin                                                                                                  |
| 1976    | Krzysztof Kotorowski              |           | Fußballtorhüter |
| 1976    | Peja                              |           | Rapper |
| 1976    | Mirosław Szymkowiak               |           | Fußballspieler |
| 1976    | Szymon Ziółkowski                 |           | Leichtathlet und Olympiasieger                                                                                                |
| 1976    | Maciej Żurawski                   |           | Fußballspieler |
| 1977    | Aneta Białkowska-Michalak         |           | Kanurennsportlerin und Olympiateilnehmerin                                                                                    |
| 1977    | Izabella Effenberg                |           | Jazzmusikerin, Karatekämpferin                                                                                                |
| 1977    | Lidia Książkiewicz                |           | Pianistin, Organistin, Cembalistin und Musikpädagogin                                                                         |
| 1977    | Dominika Kulczyk                  |           | Unternehmerin und Milliardärin                                                                                                |
| 1977    | Artur Wichniarek                  |           | Fußballspieler |
| 1978    | Malina Ebert                      |           | Schauspielerin |
| 1978    | Magdalena Grzybowska              |           | Tennisspielerin |
| 1978    | Michał Kałwa                      |           | Skirennläufer |
| 1979    | Wojciech Bąkowski                 |           | Künstler, Filmemacher, Dichter und Musiker                                                                                    |
| 1979    | Arkadiusz Głowacki                |           | Fußballspieler |
| 1979    | Krzysztof Paszyk                  |           | Jurist und Politiker |
| 1979    | Radek Szagański                   |           | Dartspieler |
| 1980    | Maciej Dmytruszyński              |           | Handballspieler und -trainer                                                                                                  |
| 1980    | DonGURALesko                      |           | Rapper und Songwriter |
| 1980    | Sebastian Kulczyk                 |           | Milliardär und Unternehmer |
| 1981    | Michał Goliński                   |           | Fußballspieler |
| 1981    | Jan Komasa                        |           | Filmregisseur und Drehbuchautor                                                                                               |
| 1981    | Zbigniew Zakrzewski               |           | Fußballspieler |
| 1982    | Piotr Napierała                   |           | Historiker und Experte für die Geschichte des 18. Jahrhunderts                                                                |
| 1982    | Szymon Szynkowski vel Sęk         |           | Politiker |
| 1983    | Paweł Baumann                     | 2016      | Kanute |
| 1983    | Żaneta Glanc                      |           | Leichtathletin |
| 1983    | Roger Haitengi                    |           | Leichtathlet |
| 1983    | Wacław Zimpel                     |           | Jazzmusiker |
| 1984    | Patryk Brzeziński                 |           | Ruderer |
| 1984    | Nitrous Oxide                     |           | Trance-DJ und -Produzent |
| 1985    | Magdalena Kemnitz                 |           | Leichtgewichts-Ruderin |
| 1985    | Mateusz Śniegocki                 |           | Poolbillardspieler |
| 1985    | Jakub Wilk                        |           | Fußballspieler |
| 1986    | Olga Brózda                       |           | Tennisspielerin |
| 1986    | Paweł Cieślik                     |           | Straßenradrennfahrer |
| 1986    | Paweł Linka                       |           | Fußballtorhüter |
| 1986    | Adam Stachowiak                   |           | Fußballtorhüter |
| 1986    | Wojciech Szkudlarczyk             |           | Badmintonspieler |
| 1987    | Filip Burkhardt                   |           | Fußballspieler |
| 1987    | Filip Kubski                      |           | E-Sportler |
| 1988    | Magdalena Łapaj                   |           | Saxophonistin |
| 1989    | Sylwia Grzeszczak                 |           | Popsängerin |
| 1989    | Mateusz Siebert                   |           | polnisch-französischer Fußballspieler                                                                                         |
| 1989    | Jan Szymański                     |           | Eisschnellläufer |
| 1990    | Robbie Seed                       |           | DJ und Musikproduzent im Bereich Trance und Progressive                                                                       |
| 1990    | Łukasz Stachowski                 |           | Squashspieler |
| 1990    | Adam Zagórski                     |           | Jazzmusiker |
| 1991    | Damian Kostka                     |           | Jazzmusiker |
| 1991    | Katarzyna Piter                   |           | Tennisspielerin |
| 1991    | Piotr Scholz                      |           | Fusion- und Jazzmusiker |
| 1992    | Bartosz Bereszyński               |           | Fußballspieler |
| 1994    | Monika Jagaciak                   |           | Model |
| 1995    | Kamila Ciba                       |           | Sprinterin |
| 1998    | Maciej Dąbrowski                  |           | Fußballtorhüter |
| 1998    | Robert Gumny                      |           | Fußballspieler |
| 2001    | Jędrzej Grobelny                  |           | Fußballspieler |
| 2002    | Filip Marchwiński                 |           | Fußballspieler |
| 2002    | Kajetan Szmyt                     |           | Fußballspieler |
| 2008    | Jędrzej Hanuszczak                |           | Fußballspieler |

## Persönlichkeiten, die in der Stadt gewirkt haben
| Geboren | Name                      | Gestorben | Stellung oder Beruf |
| ------- | ------------------------- | --------- | --- |
| um 1505 | Georg Israel              | 1588      | Prediger der Gemeinschaft der Böhmischen Brüder und deren erster Senior für Polen                                                                        |
| 1774    | Gustav von Rauch          | 1841      | General der Infanterie und Generalinspekteur aller preußischen Festungen; Gesamtleitung des Ausbaus der Festung Posen, später preußischer Kriegsminister |
| 1787    | Leopold von Brese-Winiary | 1878      | Major und Festungsbaumeister; Architekt der Festung Posen, später Generalleutnant und Generalinspekteur aller preußischen Festungen                      |
| 1795    | Moritz von Prittwitz      | 1885      | Oberst und Festungsbaumeister; Architekt der Festung Posen, später General der Infanterie und Generalinspekteur aller preußischen Festungen              |
| 1815    | Heinrich Otto Jacobi      | 1864      | klassischer Philologe und Gymnasiallehrer |
| 1830    | Teodor Żychliński         | 1909      | polnischer Journalist, Genealoge und Heraldiker |
| 1870    | Albert Polzin             | 1954      | deutscher Orgelbauer |
| 1871    | Carl Fredrich             | 1930      | deutscher Altphilologe, Historiker, Klassischer Archäologe und Gymnasiallehrer                                                                           |
| 1896    | Franciszek Raszeja        | 1942      | polnischer Mediziner und Hochschullehrer |
| 1905    | Włodzimierz Dworzaczek    | 1988      | polnischer Historiker |
| 1906    | Georg Segler              | 1978      | deutscher Agrarwissenschaftler, Ingenieur, Autor und Erfinder                                                                                            |